# Richard Zeissner
Richard Zeissner (* 28. Dezember 1892 in Düren; † unbekannt) war ein deutscher Radrennfahrer und nationaler Meister im Radsport.

## Sportliche Laufbahn
Zeissner (auch Zeißner) war im Straßenradsport aktiv. Er startete für den Verein „RV 98 Schweinfurt“. Die nationale Meisterschaft im Mannschaftszeitfahren gewann seine Vereinsmannschaft 1920 mit Alois Schneidawind, Richard Zeissner, Adam Sachs, August Köhler, Otto Schmidt, Josef Lendner, Karl Pfister, Jakob Buchner und Franz Lorenz. 1921 gewann die Mannschaft den Titel erneut. Einen dritten Titel gewannen die Schweinfurter 1924 mit Richard Klass, Richard Zeissner, Adam Sachs, Leonhard Pfister, Giuseppe Lanzutti und Alois Schneidawind. 1922, 1923, 1925 und 1926 wurde er Vizemeister in dieser Disziplin. Im Einerstraßenfahren um die Deutsche Meisterschaft wurde er 1926 Vizemeister hinter Alfred Schmidt. 1924 kam er im Rennen Rund um die Hainleite auf den 4. Platz. 1926 gewann er Rund um Nürnberg. 
Bei den Straßenradsport-Weltmeisterschaften 1925 kam er auf den 23. Rang. 1927 startete er im Großen Opelpreis von Deutschland.